# Methanocalculus
Methanocalculus (лат.) — род архей. Систематика рода на июнь 2017 года не устоялась: его относят либо к неопределённому семейству в пределах порядка Methanomicrobiales, либо к монотипному семейству Methanocalculaceae того же порядка.

## Классификация
На июнь 2017 года в род включают 6 видов:
- Methanocalculus alkaliphilus Sorokin et al. 2015
- Methanocalculus chunghsingensis Lai et al. 2004
- Methanocalculus halotolerans Ollivier et al. 1998typus
- Methanocalculus natronophilus Zhilina et al. 2014
- Methanocalculus pumilus Mori et al. 2000
- Methanocalculus taiwanensis Lai et al. 2002